# Nature Sustainability
Nature Sustainability — щомісячний міждисциплінарний рецензований науковий онлайн-журнал, який присвячений сталому розвитку та видається Nature Portfolio з січня 2018 р.

## Про журнал
Nature Sustainability має міждисциплінарну спрямованість і публікує наукові роботи з основної теми сталого розвитку. Крім наукових, соціальних та інженерних досліджень, спектр журналу також включає публікації про політичні наслідки проблем сталого розвитку та підходи до їх вирішення. Журнал вбачає «необхідність встановлення балансу між задоволенням сучасних потреб людства і захистом інтересів майбутніх поколінь, включаючи їх потребу в безпечному і здоровому довкіллі» як головну мету наук про сталий розвиток.
На цьому фоні дослідники знайдуть у журналі підтримку для глибокого розуміння цих взаємодій та пошуку відповідей на такі питання, як:
- Наскільки екстремальними є вплив діяльності людини на природне середовище і які їх наслідки для продовження життя на Землі?
- Чи існують довгострокові розв'язання екологічних криз та які?
- Наскільки пов'язані екологічна та людська кризи?
- Чому соціальна нерівність та людські страждання зберігаються у всьому світі?
- Як ми вимірюємо екологічний та людський добробут та відстежуємо хід реалізації політики та заходів щодо його забезпечення?
- Які види поведінкових та інституційних бар'єрів перешкоджають перетворенням, необхідним досягнення більш стійкого способу життя, економіки та суспільства загалом?

Журнал особливо зацікавлений у дослідженнях, які пропонують нове розуміння цих питань.
Окрім звичайних оригінальних дослідницьких робіт та оглядів, також публікуються точки зору та коментарі.
Імпакт-фактор журналу становить 27,157 (станом на 2021 рік).